# Paray-sous-Briailles
Paray-sous-Briailles är en kommun i departementet Allier i regionen Auvergne-Rhône-Alpes i de centrala delarna av Frankrike. Kommunen ligger  i kantonen Saint-Pourçain-sur-Sioule som ligger i arrondissementet Moulins. År 2022 hade Paray-sous-Briailles 615 invånare.

## Befolkningsutveckling
Antalet invånare i kommunen Paray-sous-Briailles
Referens: INSEE